# (469306) 1999 CD158
(469306) 1999 CD158 ist ein großes transneptunisches Objekt im Kuipergürtel, das bahndynamisch als SDO (SDO), Cubewano oder als resonantes Kuipergürtel-Objekt (4:7–Resonanz) eingestuft wird. Aufgrund seiner Größe ist der Asteroid ein Zwergplanetenkandidat.

## Entdeckung
1999 CD158 wurde am 10. Februar 1999 von Jane Luu, Dave Jewitt und Chad Trujillo mit dem 3,6-m-CTIO-Teleskop am Mauna-Kea-Observatorium (Hawaii) entdeckt. Die Entdeckung wurde am 3. Juli 2000 bekanntgegeben, der Planetoid erhielt später von der IAU die Kleinplanetennummer 469306.
Der Beobachtungsbogen des Asteroiden beginnt mit der offiziellen Entdeckungsbeobachtung am 10. Februar 1999. Im April 2017 lagen insgesamt 68 Beobachtungen über einen Zeitraum von 17 Jahren vor. Die bisher letzte Beobachtung wurde im April 2015 am Kitt-Peak-Nationalobservatorium durchgeführt. (Stand 1. März 2019)

## Eigenschaften

### Umlaufbahn
1999 CD158 umkreist die Sonne in 287,89 Jahren auf einer leicht elliptischen Umlaufbahn zwischen 37,18 AE und 50,02 AE Abstand zu deren Zentrum. Die Bahnexzentrizität beträgt 0,147, die Bahn ist 25,53° gegenüber der Ekliptik geneigt. Derzeit ist der Planetoid 46,48 AE von der Sonne entfernt. Das Perihel durchläuft er das nächste Mal 2106, der letzte Periheldurchlauf dürfte also im Jahre 1818 erfolgt sein.
Marc Buie (DES) klassifiziert den Planetoiden als SDO, während das Minor Planet Center ihn zunächst als RKBO (4:7-Resonanz mit Neptun) und mittlerweile als Nicht-SDO und allgemein als «Distant Object» einordnet. Das Johnston’s Archive führt ihn dagegen als Cubewano auf, wobei er zu den bahndynamisch «heißen» klassischen KBO gehören würde. Außerdem ist er womöglich ein Mitglied der Haumea-Familie, die aus Fragmenten einer früheren Kollision mit Haumea entstammt.

### Größe und Rotation
Derzeit wird von einem Durchmesser von 457 km ausgegangen, basierend auf einem Rückstrahlvermögen von 6 % und einer absoluten Helligkeit von 5,4 m. Ausgehend von einem Durchmesser von 457 km ergibt sich eine Gesamtoberfläche von etwa 656.000 km². Die scheinbare Helligkeit von 1999 CD158 beträgt 21,82 m.
Da anzunehmen ist, dass sich 1999 CD158 aufgrund seiner Größe im hydrostatischen Gleichgewicht befindet und somit weitgehend rund sein muss, sollte er die Kriterien für eine Einstufung als Zwergplanet erfüllen. Mike Brown geht davon aus, dass es sich bei 1999 CD158 um möglicherweise einen Zwergplaneten handelt.
Anhand von Lichtkurvenbeobachtungen, die im März 2015 durchgeführt wurden und eine klassische bimodale Lichtkurve ergaben, rotiert 1999 CD158 in 6 Stunden und 52,8 Minuten einmal um seine Achse. Daraus ergibt sich, dass er in einem 1999 CD158-Jahr 366803 Eigendrehungen („Tage“) vollführt. Die Helligkeitsvariationen betrugen dabei 0,49 m.
| Jahr                                         | Abmessungen km | Quelle              |
| -------------------------------------------- | -------------- | ------------------- |
| 2016                                         | 420,27         | LightCurve DataBase |
| 2018                                         | 443,0          | Johnston            |
| 2018                                         | 457,0          | Brown               |
| Die präziseste Bestimmung ist fett markiert. |                |                     |